# Eulithoxenus
Eulithoxenus är ett släkte av insekter. Eulithoxenus ingår i familjen vårtbitare.
Kladogram enligt Catalogue of Life:
| Eulithoxenus | \| \| Eulithoxenus emeljanovi \| \| \| \| \| \| Eulithoxenus mongolicus \| \| \| \| |
|              | \| \| Eulithoxenus emeljanovi \| \| \| \| \| \| Eulithoxenus mongolicus \| \| \| \| |
|              | Eulithoxenus emeljanovi                                                             |
|              |                                                                                     |
|              | Eulithoxenus mongolicus                                                             |
|              |                                                                                     |